# Kerur, Aland
Kerur là một làng thuộc tehsil Aland, huyện Gulbarga, bang Karnataka, Ấn Độ.